# Bitva u Hexhamu
Bitva u Hexhamu, z 15. května 1464, znamenala konec Lancasterského odporu na severu Anglie v počáteční fázi vlády Eduarda IV. Bitva se odehrála nedaleko města Hexham v Northumberlandu. John Neville se svým vojskem čítajícím asi 3000 – 4000 mužů, porazil Lancastery. Mnoho z Lancasterských velitelů bylo zajato a popraveno, včetně Jindřicha Beauforta, vévody ze Somersetu. Jindřich VI., který byl v době bitvy mimo bojiště, unikl na sever.
Po této bitvě zůstalo v rukách Lancasterů jen několik hradů. Ty byly později obléhány a dobyty. Eduard nemusel vzdorovat velké vzpouře do té doby, než Richard Neville, hrabě z Warwicku přešel roku 1469 na stranu nepřátel a spojil se proti němu s královnou Markétou.

## Pozadí
Po bitvě u Hedgeley Moor se dokázali roku 1463 Yorkové domluvit se Skotskem na mírové dohodě. Lancasterové zjistili, že sever země, kde měli hlavní útočiště je ohrožen. Rozhodli se pro vojenské tažení, které by mělo shromáždit Lancasterské spojence předtím, než do Leicesteru dorazí obrovská Eduardova armáda, jejímž cílem bylo potlačení jejich vzpoury.
Lancasterské vojsko vedené vévodou ze Somersetu se přesouvalo na konci dubna 1464 Northumberlandem, shromažďovalo posily z Lancasterských hradů a na počátku května se utábořilo nedaleko Hexhamu. Yorské vojsko vedené Johnem Nevillem směřovalo na sever jako předvoj hlavní Eduardovy armády a obě strany se střetly 14. května 1464.

## Bitva
Lancasterský tábor se nacházel poblíž Linnels Bridge přes řeku Devils Water na jižním okraji města. Yorkové se přesunuli na jižní břeh řeky Tyne v noci z 12. na 13. květen a ráno 14. byli připraveni zaútočit na Hexham. Výhodou Yorků byla rychlost, protože Lancasterové, i když byli svými zvědy varováni, měli málo času na přípravu k bitvě.
Předpokládá se, že Somerset přesunul své vojsko k Linnels Bridge a rozdělil je na tři oddíly na louce poblíž Devils Water a předpokládal, že zadrží Yorky, když se budou přesouvat k městu. Lancasterové zaujali své pozice až v době, kdy se Yorkové začali přesouvat ze svého místa na kopci. Pod vlivem pohybu Yorského vojska se pravé křídlo Lancasterů, vedené lordem Roosem, dalo na útěk přes řeku Devils Water a dále na Hexham, aniž by byl vystřelen jediný šíp. Zbytek Somersetova vojska se tak ocitl v beznadějné situaci. Yorkové zaútočili ze směru, který se jim ústupem části vojska nepřátel naskytl.
Morálka Lancasterů se zhroutila a po drobném náznaku odporu byly zbytky Somersetových jednotek zatlačeny do Dewils Water. Následoval chaotický ústup, při kterém se mnoho mužů utopilo v řece, nebo byli umačkáni, když se snažili vyšplhat na prudký břeh řeky směrem k Hexhamu. Mnoho jich bylo dostiženo ve West Dipon Wood na severním břehu řeky a byli přinuceni kapitulovat.

## Důsledky
John Neville nebyl schopen smířlivého postoje jako Eduard a nechal večer po bitvě třicet Lancasterských velitelů popravit. Mezi nimi byli i hrabě ze Somersetu a lord Roos. Sir Vilém Talboy byl dostižen s královskou pokladnou s 2000 librami a popraven krátce nato. Po ztrátě svých velitelů se odpor Lancasterů na severu země zhroutil. Jindřich VI. byl zajat u Clitheroe a vzpoura Lancasterů byla potlačena. Následovalo období relativního klidu, až do doby kdy hrabě z Warwicku přešel roku 1469 na stranu Lancasterů a válka vypukla znovu.